# Euchromia vitiensis
Euchromia vitiensis är en fjärilsart som beskrevs av George Francis Hampson 1903. Euchromia vitiensis ingår i släktet Euchromia och familjen björnspinnare. Inga underarter finns listade i Catalogue of Life.